# Формула-3 — Чемпіонат 2020
Сезон FIA Формули-3 2020 року — другий сезон чемпіонату FIA Формули-3, що проходив під егідою FIA. Серія є безпосереднім наступником Європейської Формули-3 та серії GP3.  
Сезон складався з 9 етапів та стартував 4 липня на Ред Булл Ринзі в Австрії, а завершився 27 вересня на Муджелло в Італії.  
Чемпіоном став  Оскар Піастрі, який виступав за команду  Prema Racing.  
У командному заліку перемогу другий сезон поспіль здобула Prema Racing.